# PGC 213759
LEDA/PGC 213759 ist eine Galaxie mit aktivem Galaxienkern im Sternbild Löwe auf der Ekliptik, die schätzungsweise 440 Millionen Lichtjahre von der Milchstraße entfernt ist. Wahrscheinlich bildet sie mit NGC 3466 ein gravitativ gebundenes Galaxienpaar. Im selben Himmelsareal befinden sich u. a. die Galaxien NGC 3444, NGC 3467, NGC 3476, NGC 3477.